# Remiremont
Remiremont [ʁəmiʁmɔ̃] (deutsch Romberg, weniger gebräuchliche Variationen sind Reimersberg, Rümersberg, Rumberg oder Rumsberg neben vielen dialektalen Varianten) ist eine französische Stadt und Gemeinde mit 7500 Einwohnern (Stand 1. Januar 2022) im Département Vosges in der Region Grand Est (bis 2015 Lothringen). Sie gehört zum Arrondissement Épinal und zum Kanton Remiremont.

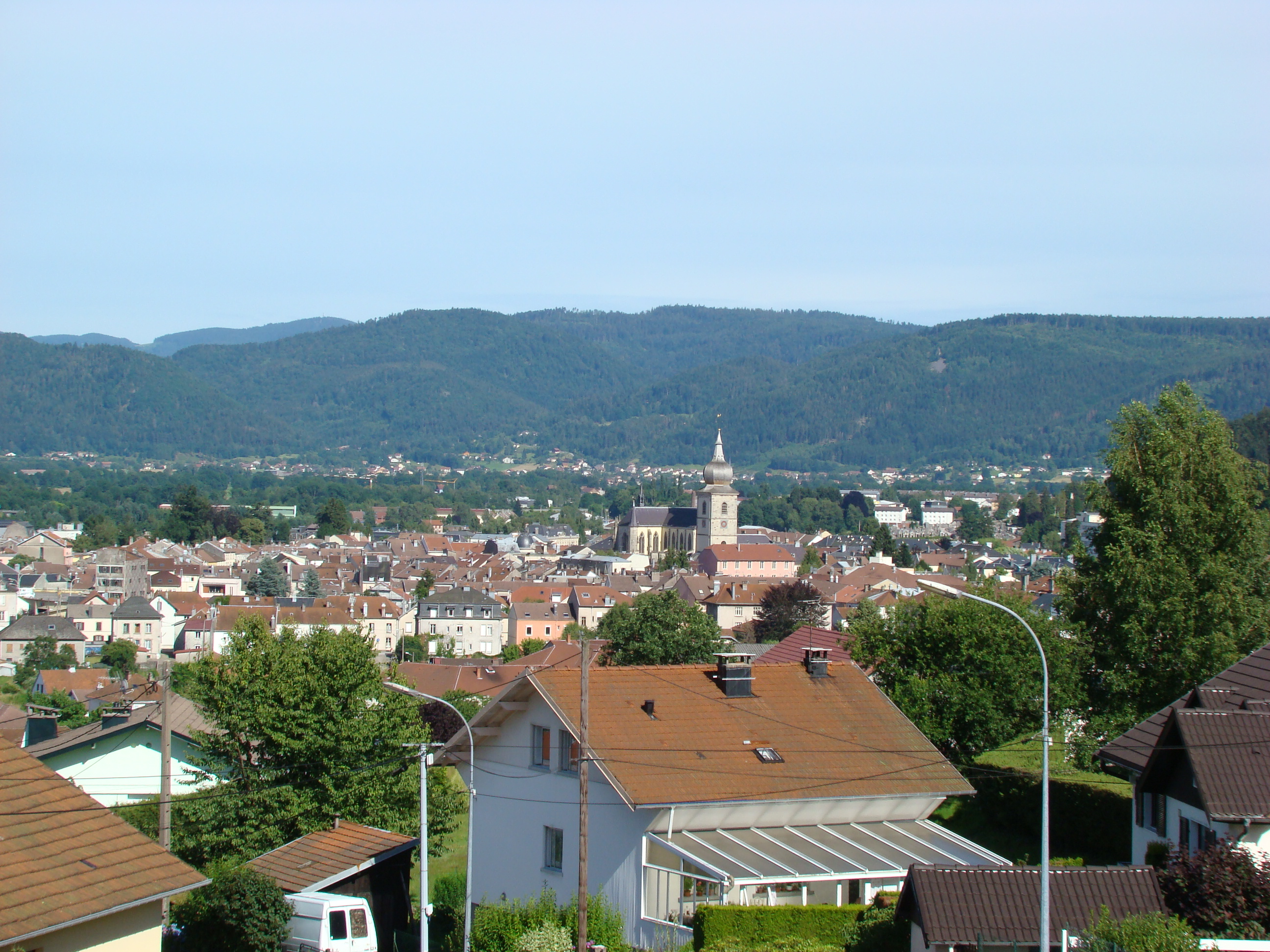
Blick über die Stadt

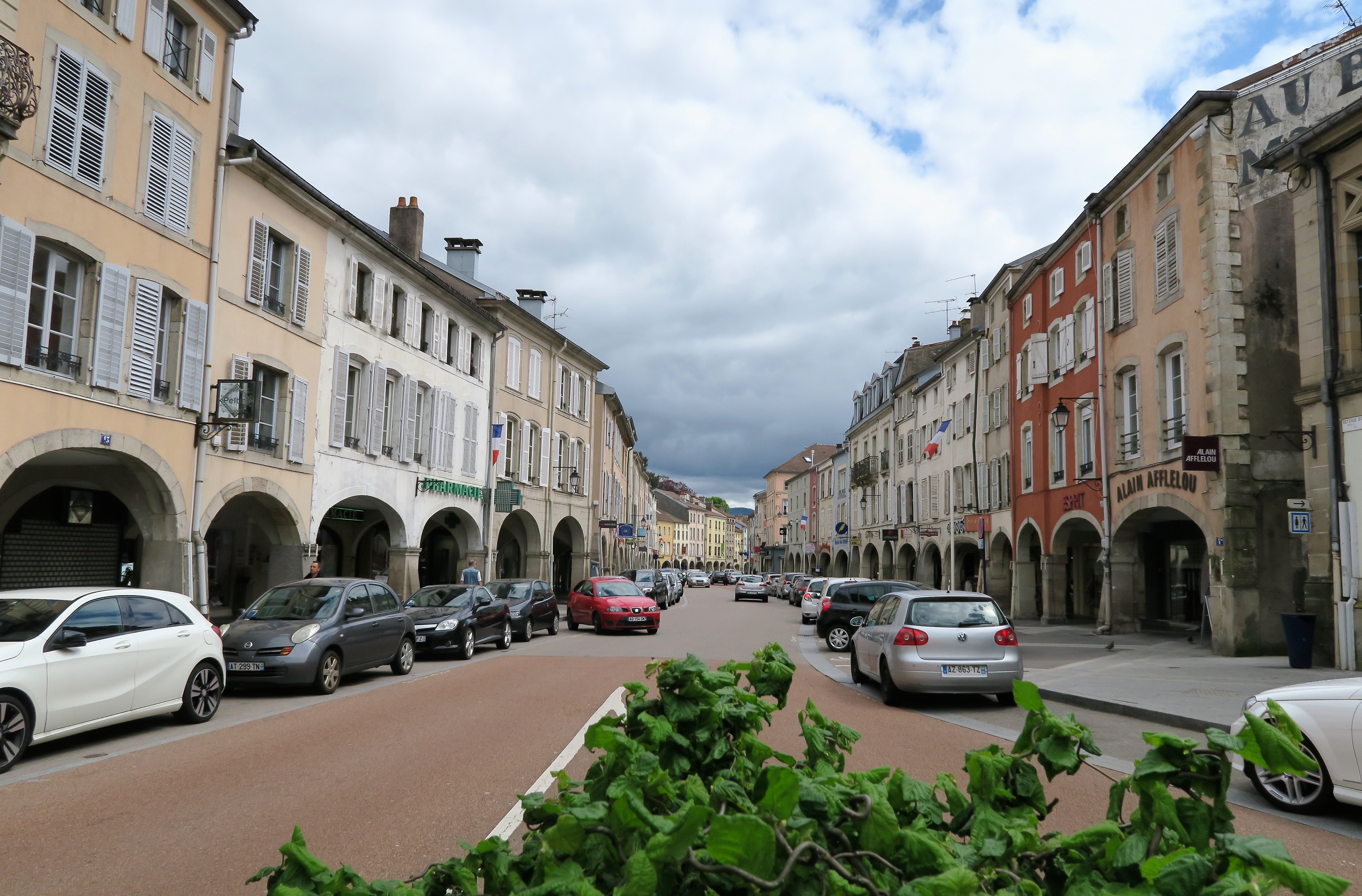
Häuser mit Laubengängen in der Rue Charles-De-Gaulle

## Geographie
Die Stadt liegt in Lothringen an der Mosel, die hier innerhalb des Stadtgebiets ihren ersten größeren Nebenfluss, die von rechts einmündende Moselotte, aufnimmt. Remiremont befindet sich am Rande des Regionalen Naturparks Ballons des Vosges, mit dem es assoziiert ist.
Nachbargemeinden von Remiremont sind Saint-Étienne-lès-Remiremont im Nordosten, Dommartin-lès-Remiremont im Osten und Südosten, Le Val-d’Ajol im Süden sowie Saint-Nabord im Westen und Nordwesten.

## Geschichte
Der Name des Ortes stammt von Romaric, einem Adligen am Hof Austrasiens in Metz; er erhielt im Jahr 620 von König Chlothar II. die Villa Habendum in den Vogesen geschenkt, die er zur Keimzelle eines Klosters machte, in dem er 30 Jahre lang lebte. Er starb 653. Amé, ein Prediger, Mönch und Schüler des heiligen Columban von Luxeuil, beteiligte sich an dieser Gründung. Der Bischof Arnulf von Metz, der Stammvater der Arnulfinger und Karolinger, starb hier in der Nähe, wohl im Jahr 640, und wurde im Kloster bestattet, bis man ihn später nach Metz überführte. In der Nachbarschaft des Klosters entstand ein karolingischer Königshof. Dieser kam mit dem Kloster im Vertrag von Meerssen 870 zum neuen Reich Ludwigs des Deutschen (Regesta Imperii I., 1480). Am 6. Februar 1284 heiratete Rudolf I. in Remiremont Isabella von Burgund.
Im Jahr 910 wurde nahe dem Männerkloster ein Frauenkloster gegründet, das zu einem der wichtigsten im Heiligen Römischen Reich wurde und in dessen Schutz die Stadt Remiremont stand. Nach und nach entwickelte sich das ursprüngliche Kloster zu einer Gemeinschaft von Stiftsdamen, säkular und feudal, dem Chapitre de Remiremont, das jungen Frauen aus dem hohen Adel vorbehalten war. Etwa 50 Adlige lebten hier in Reichtum, da die Abtei zahlreiche Besitzungen hatte und die Äbtissin den Rang einer Fürstin innehatte. Mittelalterliche deutsche Bezeichnungen für das Kloster sind „Rumberc“ (13. Jahrhundert) bzw. „Rombech“ (1410). Im 15. Jahrhundert geriet die Abtei unter die Oberherrschaft der Herzöge von Lothringen, die damit den Titel eines Grafen von Remiremont annahmen. Diese Situation überstand den Beginn der Französischen Revolution nicht lange: Am 7. Dezember 1790 wurde die Klosterkirche geschlossen. Nach dem Brand von 1871 wurde die Abtei wiederhergestellt.
Die Stadt hatte am Anfang des 20. Jahrhunderts eine katholische Kirche (aus dem 13. Jahrhundert), eine reformierte Kirche, eine Synagoge, ein Collège, ein Hospital, eine Ackerbau- und eine Gewerbekammer, Steinbrüche, Textilherstellung und -verarbeitung, Fabrikation von Stahlwaren etc., Herstellung von Forellenpasteten und starken Käsehandel.
Remiremont war bis zum 10. September 1926 Hauptort eines Arrondissements und gehört seitdem zum Arrondissement Épinal.
Während des Zweiten Weltkriegs wurden 41 jüdische Einwohner, meist ausländischer Nationalität, in den Jahren 1943 und 1944 über Ecrouves und das Sammellager Drancy in das Vernichtungslager Auschwitz deportiert.

### Demographie
| Jahr !! 1901 !! 1962 !! 1968 !! 1975 !! 1982 !! 1990 !! 1999 !! 2007 !! 2019 |        |      |      |        |      |      |      |      |      |
| Einwohner                                                                    | 10.030 | 9350 | 9312 | 10.552 | 9985 | 9068 | 8538 | 8104 | 7691 |

## Sehenswürdigkeiten

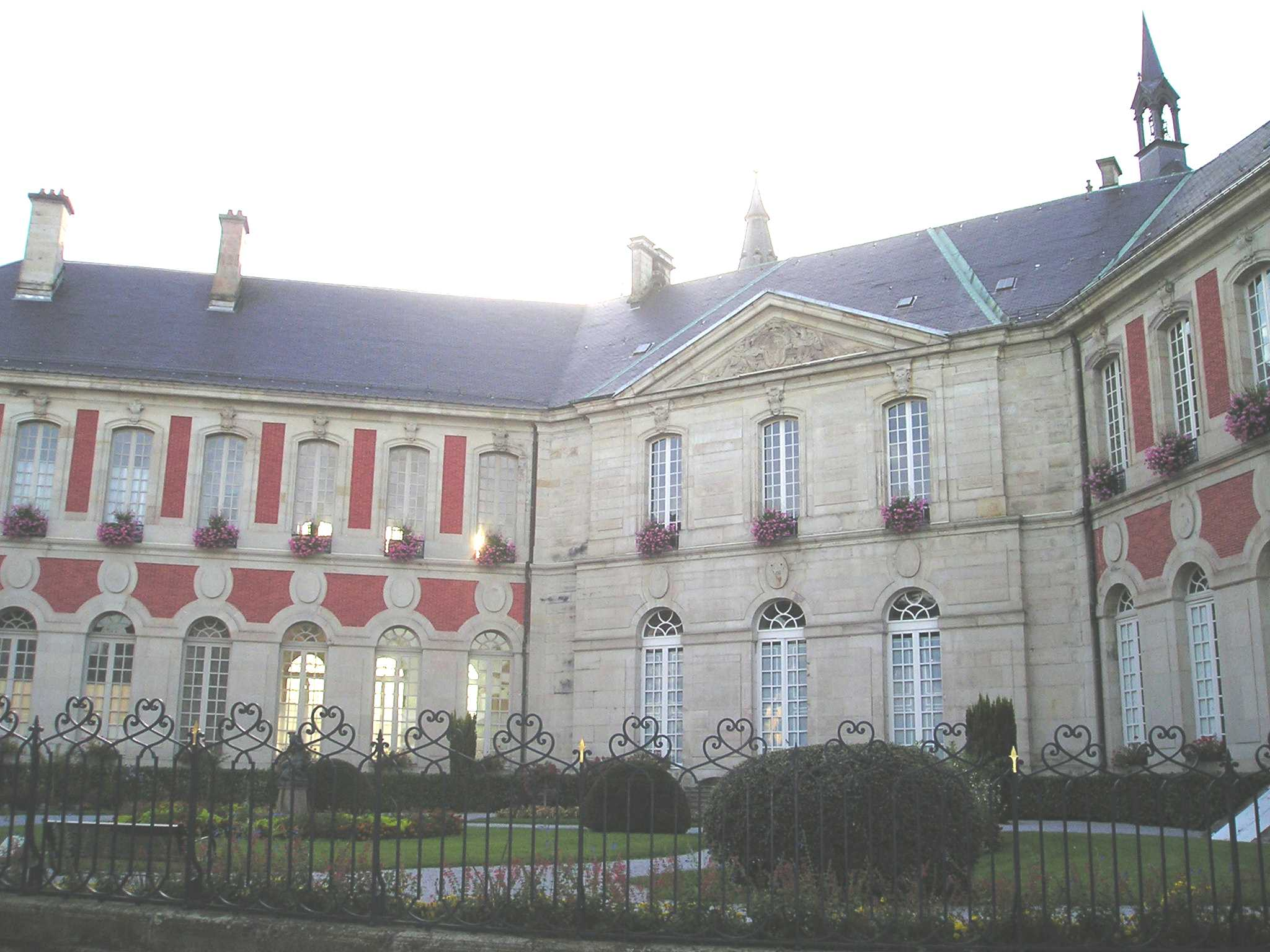
Ehemaliges Stiftsgebäude im Quartier Abbatial von Remiremont

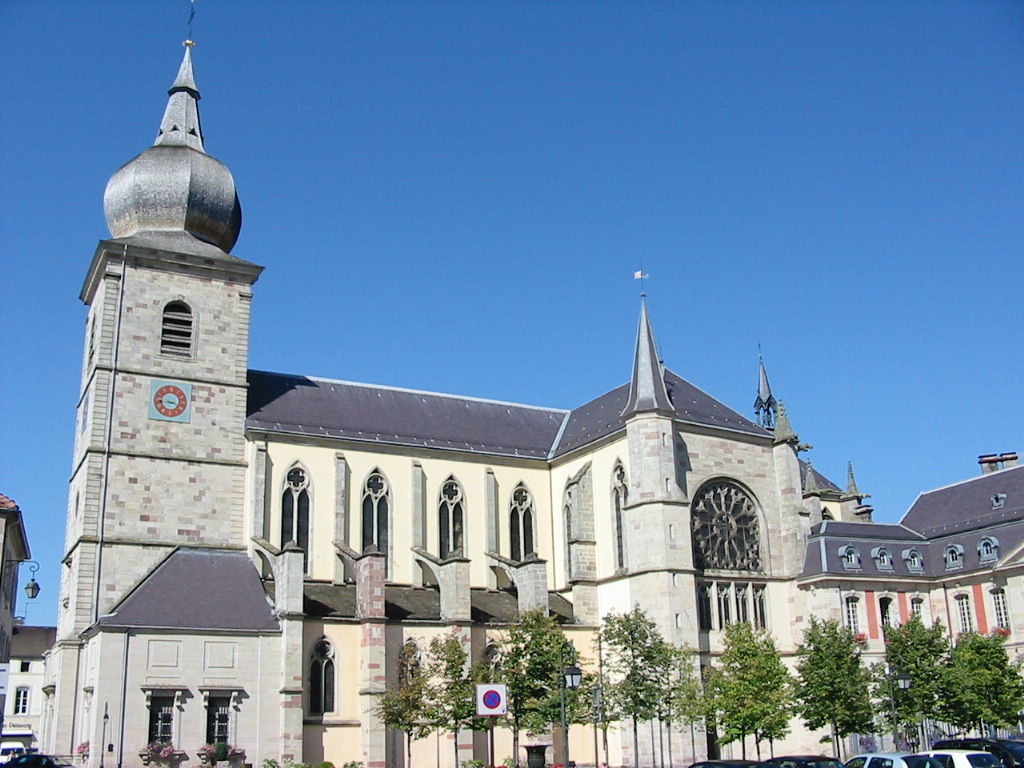
Ehemalige Stiftskirche Saint-Pierre

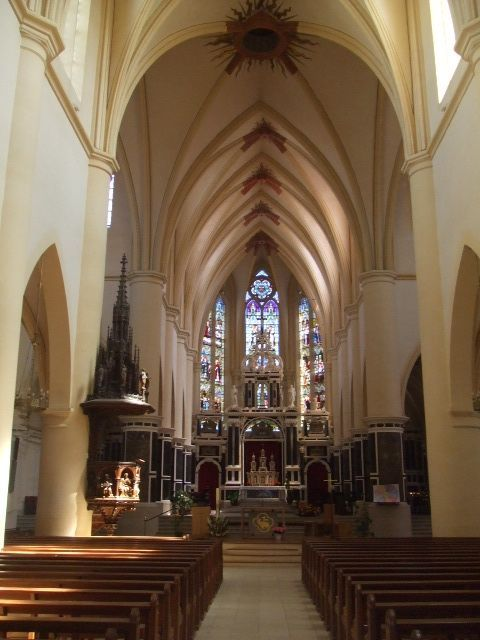
Inneres der ehemaligen Stiftskirche Saint-Pierre

- Abtei Remiremont mit ehemaliger Stiftskirche Saint-Pierre (1049 geweiht, mehrfach umgebaut), Hallenkrypta (11. Jahrhundert), flankiert von zwei einschiffigen Seitenkrypten
- Palais der Äbtissinnen (1752), heute Rathaus, Gericht und Bibliothek
- Kanonissinenhäuser hochadeliger Stiftsdamen (17. und 18. Jahrhundert), in der Nähe der Stiftskirche
- Musée Charles Friry (Gemälde, religiöse Kleinkunst) in einem Haus der Kanonissen (einige Räume mit originaler Ausstattung des 18. Jh.)
- Musée Fondation Charles de Bruyère (Vor- und Frühgeschichte, Gemälde, Skulpturen) in einem weiteren Haus der Kanonissen
- Häuser an der Rue Charles-de-Gaulle mit bogenüberspannten Laubengängen, erbaut im 17. und 18. Jahrhundert

## Verkehr

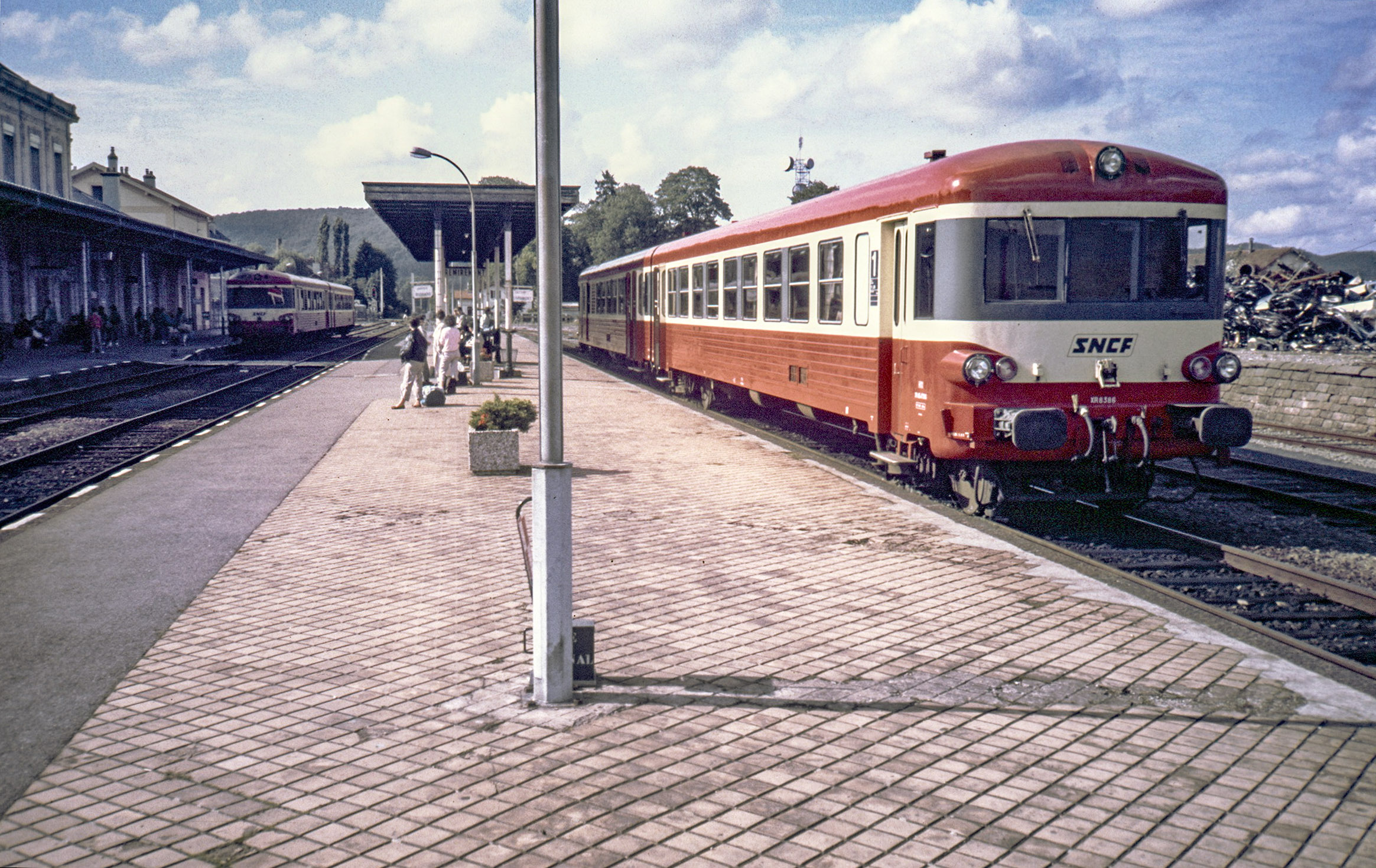
Bahnhof Remiremont vor der Elektrifizierung mit Triebzügen der Baureihe X 4300, 1987

Remiremont hat einen Bahnhof an der Bahnstrecke Épinal–Bussang, der zeitgleich mit deren entsprechendem Abschnitt am 10. November 1864 eröffnet wurde. Heute ist er von Épinal her Endbahnhof der im Jahr 2005 elektrifizierten Strecke; deren Fortsetzung nach Bussang wurde 1989 stillgelegt und danach abgebaut. Von 1879 bis 1994 existierte eine Zweigstrecke nach Cornimont. Täglich verkehren zwei TGV–Zugpaare über die Hochgeschwindigkeitsstrecke LGV Est européenne zwischen Remiremont und dem Bahnhof Paris-Est, dazu im Regionalverkehr Züge des TER Grand Est von und nach Nancy.
Am Ostrand der Stadt verläuft im Moseltal die Nationalstraße N 66.

## Persönlichkeiten
- Arnulf von Metz, Heiliger, Bischof von Metz, Stammvater der Arnulfinger und der Karolinger starb am 18. Juli wohl 640 bei Remiremont
- Waldrada († 868), Friedelfrau von König Lothar II. von Lothringen (ca. 835–869)
- Hugo von Remiremont (Candidus) (um 1020–1058), der spätere Papst Stephan IX., begann als Kleriker im Kloster Remiremont[5]
- Jeanne d’Aigremont († 1404), Benediktinerin und Äbtissin von Remiremont
- Selige Alix Le Clerc (1576–1622), Ordensschwester und Ordensgründerin
- Abbé Bexon (1748–1784), französischer Naturforscher, Mitarbeiter Buffons (Histoire naturelle)
- Paul Hadol (1835–1875), Karikaturist
- Félix Jules Méline (1838–1925), mehrfach Landwirtschaftsminister und von 1896 bis 1898 Premierminister, Gründer der Bank Crédit Agricole
- Georges Picard (1857–1943), Maler, Dekorateur und Illustrator
- Louis Guingot (1864–1948), Kunstmaler
- Léon Werth (1878–1955), Schriftsteller und Kunstkritiker
- Raoul Bachmann (1884–1934), Autorennfahrer
- Fernand Bachmann (1886–1965), Autorennfahrer
- Georges Pouilley (1893–1958), Schwimmer
- Raymond Petit (1910–1990), Mittelstreckenläufer
- Paul Delouvrier (1914–1995), Verwaltungsbeamter und Manager
- Christian Poncelet (1928–2020), Politiker (UMP), Präsident des Senats seit 1998 und langjähriger Bürgermeister der Stadt
- Valérie Perrin (* 1967), Romanautorin, Standfotografin und Drehbuchautorin
- Annick Vaxelaire-Pierrel (* 1974), Skilangläuferin
- Julien Absalon (* 1980), Olympiasieger 2004 mit dem Mountainbike
- Florine Valdenaire (* 1982), Snowboarderin
- Steve Chainel (* 1983), Cyclocross- und Straßenradrennfahrer
- Adrien Mougel (* 1988), Skilangläufer
- Florent Claude (* 1991), Biathlet
- Antoine Gérard (* 1995), Nordischer Kombinierer
- Delphine Claudel (* 1996), Skilangläuferin
- Clémence Beretta (* 1997), Geherin
- Clément Noël (* 1997), Skirennläufer, Olympiasieger Slalom 2022

## Sonstiges
Im „Liebeskonzil von Remiremont“, einem anonymen parodistischen Streitgedicht aus dem 12. Jahrhundert wird in lateinischen Versen nach dem Muster theologischer Konzilien und im Stil der Minnehöfe – im Nonnenkloster Remiremont – die Frage verhandelt, ob Kleriker oder Ritter die besseren Liebhaber seien.
Überregionale Bekanntheit erlangt hat der Carnaval vénitien von Remiremont im Stil des Karneval in Venedig.